# Mikael Trolin
Mikael Trolin, född 7 december 1963 i Spånga i Stockholm, är en svensk musiker och före detta folkpartistisk politiker.
Mikael Trolin växte upp i Bredäng. Tillnamnet "Prinsen" tog han vid 35 års ålder när han fått kontakt med sin okände far, Yahaya Kwande, som visade sig vara politiker och diplomat från Nigeria, och enligt Trolin kung av en av Nigerias 774 kommuner. 1999 visades en dokumentär i TV4 om hans liv. Trolin startade därefter en karriär som popmusiker under artistnamnet "Prins Mikael". Han har producerat ett flertal singlar. 2004 släppte han tillsammans med IOGT-NTO singeln "Man kan ragga brudar utan sprit", som såldes till förmån för IOGT-NTO:s sommarläger för barn i missbrukarmiljöer. Han har fyra barn och arbetar som musiklärare bland annat på Segeltorpsskolan och Söderbymalmsskolan.
Politiskt har han ett förflutet inom Socialdemokraterna och LO, där han arbetat med demokratiutredningen, innan han gick med i Folkpartiet. Efter valet 2002 anställdes han som integrationssamordnare på Folkpartiets riksorganisation. Han har även varit ledamot i integrationsnämnden i Stockholms stad, vice ordförande i Liberal mångfald, samt kandidat för Folkpartiet i Europaparlamentsvalet 2004. Sommaren 2004 lämnade han uppdraget som integrationssamordnare och uttryckte samtidigt hård kritik mot Folkpartiets nya integrationspolitik, som han ansåg präglades av högerpopulism. Tillsammans med partikollegan och kommunalrådet Staffan Werme startade han våren 2005 nätverket "Vägval socialliberal" för att påverka Folkpartiet i mer socialliberal riktning.
Den 9 december 2010 publicerades en debattartikel i Svenska Dagbladet, där Trolin deklarerade att han lämnar Folkpartiet eftersom han anser att "Folkpartiet har blivit ett parti där kravretoriken härskar nästan oinskränkt. Tidigare värn för den lilla människan har förvandlats till främlingsfientlig populism". Den 3 juli 2011 skrev han i en artikel att han nu istället blivit miljöpartist. I Miljöpartiet engagerade han sig i lokalpolitiken i Haninge kommun, där anklagade han partikamrater för att vara främlingsfientliga. Han har sedan bytt parti ytterligare en gång och arbetar nu för Centerpartiet i Haninge kommun.